# 신베이시 소방국
신베이시 소방국(新北市政府 消防局, New Taipei City Fire Department)은 신베이시 전역을 관할하는 신베이시 정부 산하의 소방 행정 기관이다. 본부는 반차오구 남아남로 2단 15호에 위치하고 있다.

## 역사
신베이시 소방국(新北市政府消防局)은 대만(중화민국)의 가장 큰 기초 지방자치단체인 신베이시(新北市)의 광역 소방·재난 대응을 총괄하는 기관으로서, 그 역사와 발전 과정은 대만의 지방 소방제도의 변천사와 깊이 맞닿아 있다. 신베이시 소방국의 기원은 1946년 1월 16일, 당시의 타이베이현(臺北縣) 경찰국이 소속 경찰서에 6개의 지역 소방대를 설치하면서 시작되었다. 당시 대만은 제2차 세계대전 직후 일본 식민지배에서 해방된 이후 새로운 행정체계와 치안 질서를 수립하는 과도기에 있었으며, 소방기능은 대부분 경찰체계 내에 통합되어 운영되었다.
1965년 7월에는 타이완성 경찰처 내에 공식적으로 '소방과(消防科)'가 설치되어 기존의 소방대가 경찰서 산하 보안과에서 분리되는 첫 제도적 전환이 이루어졌고, 이는 각 현·시에 소방조직이 독립적으로 발전할 수 있는 제도적 기반이 되었다. 이후 1995년에는 내정원(행정원) 소속으로 '소방署'가 신설되며, 중앙과 지방 간의 소방업무가 보다 체계적으로 분화되었다. 이와 같은 중앙정부 차원의 개편은 지방정부 차원의 소방조직 정비로도 이어졌는데, 이에 따라 타이베이현 정부는 1998년 2월 2일에 '소방국 준비처'를 설치하고 본격적인 소방국 창설을 위한 조직 편제를 시작하였다.
1998년 6월 11일에는 타이베이현 의회가 조직 규정 및 정원 배치 계획을 승인함으로써 법적·제도적 기반이 완비되었고, 같은 해 7월 1일에 '타이베이현 소방국'이 정식으로 출범하였다. 출범 당시 인원은 약 1,657명이었으며, 구조·구급, 화재예방, 위험물 관리, 상황실 운영 등 다양한 기능을 갖춘 종합적인 광역 소방기관으로 조직되었다. 이후 2000년 4월 11일에는 명칭이 '타이베이현 정부 소방국'으로 조정되었고, 2005년부터 2006년 사이에는 구조구급대대의 확대와 위험물관리과 신설 등 조직 기능의 다각화가 이루어졌다. 이 시기는 대형 재난 및 테러 대응의 필요성이 높아지던 시기로, 대만 전체적으로도 소방의 전문화·기동화가 진행되던 시점이었다.
중대한 전환점은 2010년 12월 25일, 타이베이현이 행정구역 개편을 통해 대만의 직할시인 '신베이시'로 승격하면서 이루어졌다. 이에 따라 소방국 역시 기존의 '타이베이현 정부 소방국'에서 '신베이시 정부 소방국'으로 명칭이 변경되었고, 조직과 권한 역시 직할시 행정체계에 맞춰 확대되었다. 특히 이 시기에는 각 지역 구조·구급대대를 재편하고 특수구조대와 119상황실을 강화하는 등, 복합재난 및 다중사고 대응 역량의 고도화를 추진하였다.
신베이시 소방국은 출범 이후 다양한 재난에 대응해왔으며, 화재진압뿐 아니라 수난구조, 산악구조, 대형 사건사고 등 광범위한 업무를 수행해왔다. 특히 2015년 발리 워터파크 분말 화재 참사, 2017년 중허구 임대주택 방화 사건, 2020년 팔리 예술공방 화재, 그리고 2025년 광흥교 수난 구조 사고와 같은 사건을 거치면서 구조지휘 체계와 훈련 프로그램, 장비 운용체계 등을 지속적으로 개선해왔다.
오늘날 신베이시 소방국은 7개 구조·구급대대와 1개 특수구조대, 총 68개의 지역 분대, 그리고 종합상황실과 화재감식센터 등으로 구성되어 있으며, 전체 편제 인원은 약 3,500명, 실제 근무 인원은 2,400명대에 달하는 대규모 조직이다. 교육훈련과, 긴급구급과, 재난구조과, 화재예방과 등 13개 내근 부서를 중심으로 예방·대응·교육·홍보·정보통신 등 모든 기능을 아우르는 현대적 소방기관으로 자리잡았다. 또한 정보통신 기술(ICT)을 활용한 현장출동 시스템, GIS 기반 자원 배치, 모바일 현장보고 시스템 등 스마트 안전행정 구현에도 앞장서고 있으며, 시민 대상 안전교육 및 재난 캠페인을 통해 예방 중심의 소방 정책을 실현하고 있다. 이처럼 신베이시 소방국의 역사는 대만 지방소방의 제도화, 전문화, 그리고 현대화 과정의 축소판이자, 시민안전과 공공재난관리의 최전선에서 끊임없이 진화하는 지방행정기관의 대표 사례로 평가된다.

## 연혁
- 1946년 1월 16일 – 타이베이현 경찰국 내 소방대 설치
- 1965년 7월 19일 – 타이완성 경찰처 내 소방과 신설
- 1995년 3월 1일 – 내정원 소방서 정식 출범
- 1998년 2월 2일 – 타이베이현 소방국 준비처 설립
- 1998년 7월 1일 – 타이베이현 소방국 공식 출범
- 2000년 4월 11일 – 타이베이현 정부 소방국으로 명칭 변경
- 2005~2006년 – 구조구급대대 및 위험물관리과 신설
- 2010년 12월 25일 – 신베이시로 승격, 신베이시 정부 소방국으로 명칭 변경

## 조직
신베이시 소방국은 본부와 외근 조직으로 구성되며, 국장과 2명의 부국장이 전반을 지휘한다. 본부는 기능별 13개 내근 부서와 행정실, 기술직, 비서실 등으로 이루어져 있으며, 현장 대응을 담당하는 7개 구조·구급대대와 1개의 특수구조대가 외근 조직을 구성한다.

### 본부 조직 (내근 부서)
- 국장
- 부국장 2명
- 주임비서, 전담위원, 기술정, 감찰실, 정풍실, 인사실, 회계실

#### 주요 과별 세부 구성
- 화재예방과: 화재 예방 교육, 소방설비 심의, 소방안전검사
- 재난구조과: 구조계획 수립, 재난유형별 대응방안 설계, 현장 조정
- 긴급구급과: 119구급대 운영, 고급 응급처치 교육, 구급품목 관리
- 교육훈련과: 신입 및 현직 소방관 훈련, 민방위 교육, 체력단련 평가
- 화재감식센터: 화재 원인 조사, 감식 분석 보고서 작성
- 위험물관리과: 위험물 저장시설 심사, 가연성 물질 안전점검
- 민력운용과: 자원봉사단 운영, 민간기업과 협력 대응 체계 구축
- 정비대응과: 장비 보급·정비계획 수립, 대응훈련 운영
- 자통관리과: 정보통신 인프라 유지, 통합상황관리 시스템 운영
- 감축기획과: 재해 경감 대책 수립, 시나리오별 위험성 평가
- 소방홍보과: 시민 참여형 홍보 캠페인, 방재전시 및 행사
- 종합상황실: 119 상황접수, 자원 배분, 출동 지휘
- 차량정비센터: 소방차·구급차·기동장비의 정기점검 및 정비

### 외근 조직
- 구조·구급대대: 총 7개 대대 (각 대대는 수개 분대 보유)
  - 제1대대(반차오구), 제2대대(신좡구), 제3대대(루저우구) 등
- 특수구조대: 고층구조, 산악구조, 수난사고 전담
- 분대 수: 68개 (2024년 기준)
- 정원 인원: 약 3,500명 / 실무 배치 인원: 약 2,446명
- 여성 소방공무원 비율: 약 11%

## 주요 업무
신베이시 소방국은 화재 대응과 재난 구조를 넘어, 도시형 재난관리, ICT 기반 예방활동, 시민참여형 교육 등 다양한 업무를 수행하고 있다.
- 화재 대응 및 구조
  - 일반 화재·건축물 화재 진압
  - 교통사고, 붕괴사고 등 복합사고 구조
  - 특수 재난 대응 (산악, 수난, 대형화재 등)

- 긴급구급 및 응급의료
  - 119 구급서비스 운영
  - EMT-P(고급 응급처치사) 양성 및 배치
  - 심정지·심근경색 환자 대응체계 강화

- 예방행정 및 기술심의
  - 건축허가 소방 동의
  - 다중이용업소 안전시설 심사
  - 위험물 시설 관리·허가·검사

- 화재감식 및 조사
  - 화재 원인 감식 보고
  - 방화 혐의 조사 및 경찰 연계

- 재난 대비 및 훈련
  - 지자체·군·기업 합동 소방훈련
  - 공항, 지하철, 터널 등 대형시설 재난대응훈련
  - 드론, 열영상장비 등 신기술 접목 훈련

- 시민 안전교육 및 홍보
  - 초등학교·노인복지관 대상 체험교육
  - 여름철 물놀이·겨울철 화재 예방 캠페인
  - CCTV 수난경보 시스템, 기상청 연계 홍수경보

- 스마트 안전 행정 추진
  - GIS 기반 소방자원 관리
  - 모바일 현장보고 시스템
  - QR코드 활용 위험물 정보 접근 시스템 도입

## 산하기관 및 인원
- 총 편제 인원: 약 3,500명
- 실무 배치 인원: 약 2,446명 (2022년 기준)
- 여성 비율: 약 11%
- 구조·구급대대: 7개
- 특수구조대: 1개
- 분대 수: 68개

## 주요 사건

### 2025년 광흥교 수난 구조 사고
2025년 7월 8일, 신베이시 신점(신뎬)구 광흥교 인근에서 발생한 수난 사고는 신베이시 소방국 역사상 가장 비극적인 현장 중 하나로 기록되었다. 스탠드업 패들보드를 타던 50대 남성이 실종되었다는 신고를 받고 현장에 출동한 구조대는 급류에 휘말려 구조 보트가 전복되는 사고를 겪었다. 이 사고로 37세 소방관 우은석과 36세 소방관 장경겸이 순직하였으며, 또 다른 대원 한 명은 의식불명 상태로 병원에 이송되었다. 민간인 1명도 구조 작업 중 부상을 입었다. 당시 현장은 홍수기 수위 상승으로 인해 위험지역으로 지정된 상태였으며, 구조대는 수문 관리 상황에 대한 사전 통보 없이 진입한 것으로 조사되었다. 사고 이후 신베이시 소방국은 자체 진상조사단을 구성하고 구조지휘 체계와 장비 운영 절차에 대한 전면적인 점검에 착수했다.

### 2015년 발리 워터파크 분말 화재 참사
2015년 6월 27일에는 신베이시 발리구에 위치한 워터파크에서 열린 컬러파우더 행사 중 분말이 불꽃에 의해 순식간에 발화하는 사고가 발생했다. 이 사고는 수백 명이 밀집한 무대에서 발생했으며, 불길이 확산되는 데 걸린 시간은 40초에 불과했다. 15명이 사망하고, 199명이 중화상을 입었으며, 총 부상자는 500명에 달하는 대형 참사였다. 당시 신베이시 소방국은 대량환자 대응체계를 가동해 대규모 인원 수송과 응급처치, 병원 분산 이송을 동시에 수행했으며, 이후 다중 행사에 대한 화재안전관리 기준과 분말 사용 가이드라인을 전국적으로 강화하는 계기가 되었다.

### 2020년 팔리 예술공방 화재
2020년 6월 6일에는 팔리구의 한 예술 공방에서 화재가 발생했다. 주로 종이를 활용한 설치미술 작업이 이루어지던 공간에서 화재가 확산되면서 인근 건물까지 연소 확장되었고, 새벽 시간대 화재로 인해 한 명이 중화상을 입었다. 신베이시 소방국은 이 현장에 원격 조종 가능한 소방 로봇을 투입해 고온 지역 진입 없이 내부 화점을 제압하는 데 성공했다. 이 사건은 대만에서 최초로 실전에서 로봇 화재 대응이 이루어진 사례 중 하나로 평가되었다.

### 2017년 중허 임대주택 방화 사건
2017년 11월 22일에는 중허구의 다세대 임대주택에서 방화로 추정되는 화재가 발생하여 9명이 사망하고 다수가 부상을 입었다. 피해자 대부분은 고령의 독거노인 및 외국인 노동자였다. 건물 구조상 피난이 어려운 상황이었고, 인화물질이 사용된 흔적이 현장에서 발견되었다. 신베이시 소방국은 대형 희생자 발생 가능성에 따라 대책본부를 즉시 설치하고 긴급 구조, 화재 감식, 가족지원팀을 가동하였다. 이 사건은 소방안전 사각지대에 놓인 비공식 임대주택의 문제점을 사회적으로 부각시켰다.

## 같이 보기
- 대만의 소방제도